# 응우옌떤중
응우옌떤중(베트남어: Nguyễn Tấn Dũng, 1949년 11월 17일 ~ )은 베트남의 정치인이다. 소속 정당은 베트남 공산당이다. 2011년 1월부터 베트남 공산당 서열 4위다. 그는 전임 총리 판반카이가 퇴임을 결정한 후 2006년 6월 24일부터 국회에서 총리직에 선출되었습니다. 그는 2006년에 재선되었습니다. 그 후 2011년 7월 25일에 재선되었습니다.

## 생애
베트남 남부 까마우성에서 태어났다. 때문에 시장경제를 체험하였다. 1995년 1월부터 1997년 8월까지 베트남 공안부 차관을 역임했고, 1996년 6월부터 1997년 8월까지 베트남 공산당 중앙위원회 경제위원회 위원장을 역임했다. 1998년 5월부터 1999년 12월까지 베트남 국가은행 총재를 역임했다.
1997년 9월 29일부터 2006년 6월 27일까지 베트남 정부부부상을 역임했다. 2006년 6월 27일부터 2016년 4월 7일까지 베트남의 총리를 역임했는데, 베트남의 역대 최연소 총리이기도 하다.